# Cmentarz żydowski w Witkowie
Cmentarz żydowski w Witkowie – kirkut powstał w XIX wieku. Położony był w okolicach ul. Sportowej. W 1940 został zdewastowany przez hitlerowców. Naziści użyli macewy do prac budowlanych. Obecnie brak śladów materialnych po nekropolii.